# Cooperativa Beato Angelico
La Cooperativa Beato Angelico est fondée à Rome en 1976, par huit artistes femmes et trois critiques d'art. La Cooperativa se caractérise par le séparatisme féministe et une autre histoire de l'art. Elle cesse son activité en 1978.

## Description
En 1976, Carla Accardi, LeoNilde Carabba, Franca Chiabra, Anna Maria Colucci, Nedda Guidi, Regina della Noce, Eva Menzio, Teresa Montemaggiori, Stephanie Oursler, Suzanne Santoro et Silvia Truppi fondent la Cooperativa Beato Angelico. Il s'agit dun espace consacré aux artistes femmes à Rome. Certaines fondatrices sont des militantes féministes issues de la Rivolta femminile, comme Carla Accardi, Anna Maria Colucci, Stephanie Oursler, Suzanne Santoro. Stephanie Oursler et Suzanne Santoro viennent des États-Unis et se sont installées récemment à Rome. Huit fondatrices sont artistes et trois sont critiques d'art.
Carla Accardi loue au 18 de la ruelle Beato Angelico, un espace au rez-de-chaussée. La Cooperativa porte le nom de la ruelle dans laquelle est située la galerie à Rome.
La Cooperativa Beato Angelico a pour objet l'ouverture d'une galerie pour des expositions d'artistes contemporaines et historiques. Elle se veut aussi un  projet de recherches et d'échanges sur les relations entre l'art et le féminisme. La cooperative est auto-gérée. Elle revendique une compétence historiographique en exposant des artistes historiques et publiant catalogues et documentation. Lors du vernissage, Aurora de 1627, peinture d'Artemisia Gentileschi est installée sur un chevalet. La Cooperativa procède à plusieurs reprises à cette mise en relation entre différentes époques et positions de l'artiste. C'est une rupture nette avec l'historiographie et les constructions masculines de l'histoire. C'est une affirmation d'une autre histoire, en train de s'écrire.
Deux points de vue s'opposent dans la cooperative. Carla Lonzi propose de rejeter complètement le marché de l'art. Carla Accardi, artiste reconnue s'inscrit plutôt dans la présence publique des femmes dans le domaine de l'art.

## Expositions
- Artemisia Gentileschi, 1976
- Suzanne Santoro, 22/4/1976
- Carla Accardi, 25/06/1976
- Regina Cassolo, 26/11/1976
- Silvia Truppi, 18/01/1977
- Elisabetta Sirani, 1977
- Nedda Guidi, 15/04/1977
- Anna Maria Colucci, 21/5/1977
- Stephanie Oursler 10/11/1977
- Suzanne Santoro/ Marisa Busanel, 16/01/1978